# Vini peruviana
El lori monjita (Vini peruviana) es una especie de ave psitaciforme de la familia de los Psittaculidae originaria de la Polinesia Francesa e Islas Cook. Su hábitat original incluía 23 islas cercanas a Tahití, ahora reducidas a ocho: Motu, Manuae, Tikehau, Rangiroa, Aratua, Kaukura, Apataki, Aitutaki y posiblemente Harvey y Manihi. Es de tamaño pequeño (14 a 18 cm) y de color azul oscuro, excepto por la garganta, la parte superior del pecho y los auriculares, que son blancos, y el pico, que es naranja.

## Comportamiento
Dependen de los cocoteros, donde anidan y consiguen parte de su alimento. También se posan en las palmeras, levantándose al amanecer, y llamándose entre ellos y arreglándose el plumaje, antes de salir a alimentarse. Es muy activo y curioso, pero también puede ser agresivo si su territorio no es respetado. Normalmente se les encuentra en pequeñas bandas de menos de 10 individuos. Se alimentan de néctar, fruta, flores e insectos.
Su esperanza de vida es de 28 años, aproximadamente. Alcanza la madurez sexual a partir de los 8 meses de edad.
Está amenazado por la introducción de especies invasoras: gatos, ratas, aguiluchos del Pacífico y mosquitos transmisores de la malaria aviar.